# Parachela ingerkongi
Parachela ingerkongi és una espècie de peix cipriniforme de la família dels ciprínids que es troba a Borneo.